# Ил-54
Ил-54, по кодификации НАТО: Blowlamp (англ. паяльная лампа) — околозвуковой бомбардировщик с двумя ТРД АЛ-7 на пилонах под крылом и велосипедной схемой шасси. Разрабатывался на замену Ил-28. В серию не пошёл.

## История создания
Создание бомбардировщика Ил-54 началось в декабре 1952 года. 29 декабря вышло постановление Совета министров СССР о создании самолёта с максимальной скоростью M=1,15 на высоте 4750 м, радиусом действия 2200—2500 километров, с нормальным бомбовым грузом 3000 кг; создание бомбардировщика с такими летно-техническими данными в то время было очень сложной задачей..  Самолёт должен быть представлен на испытания к весне 1954 года.
Расчёты, сделанные специалистами по аэродинамике КБ Ильюшина, показали — самолёт должен был иметь очень большой угол стреловидности крыла (около 55 градусов), что усложняло бы эксплуатацию в условиях грунтовых аэродромов и увеличило бы разбег. По первоначальному эскизу самолёт должен быть низкопланом, имевшим два двигателя АЛ-7 в мотогондолах у фюзеляжа (аналогично, например, М-4), Т-образное хвостовое оперение и трёхопорное шасси, аналогичное таковому на Ил-28.
Однако 7 апреля 1953 года Сергей Ильюшин принял решение переработать проект. Самолёт стал высокопланом, хвостовое оперение было выполнено в обычном стиле, а в облике появились технические решения, ранее использованные на опытном бомбардировщике «150», разработанном в ОКБ-1 немецкими специалистами под руководством Семена Алексеева. Так, самолёт имел «приседающее» велосипедное шасси, с помощью гидравлики удваивающее угол атаки при взлёте, что сильно упрощало взлёт. Кроме того, в итоговом облике двигатели были перемещены в подкрыльевые пилоны, что увеличило подъёмную силу.
Экипаж самолета - три человека: пилот, штурман и кормовой стрелок -радист, размещавшиеся в двух герметичных кабинах. Все рабочие места имели бронезащиту. При аварийной ситуации экипаж покидал самолет при помощи катапультных кресел, лётчик катапультировался вверх, а штурман и стрелок вниз. 
 
Специально для самолёта в  КБ Люльки был разработан двигатель АЛ-7. 
Первый полёт совершён 3 апреля 1955 года. Применение велосипедной схемы шасси затрудняло выполнение взлёта и особенно посадки. Во время одной из пробежек лётчик Коккинаки и вовсе потерял контроль над самолётом, что привело к лёгким повреждениям прототипа. Второй прототип, взлетевший весной 1956 года, был доработан и оснащен двигателями АЛ-7Ф, а также имел изменённые подфюзеляжные гребни.
Самолёт не имел особых преимуществ по сравнению с Як-26, бомбардировочной модификации перехватчика Як-25, выпуск которого к 1955 году был налажен. Поэтому, несмотря на оригинальные технические решения и хорошие ЛТХ, самолёт не был принят на вооружение. Так же, по мнению некоторых исследователей, сыграла и позиция руководства ВВС и МАП, в условиях ракетно-ядерной гонки не уделявших особого внимания конвенциональному оружию.
Тем не менее, самолёт демонстрировался делегации атташе США в 1956 году как «прототип бомбардировщика Як-140» (по некоторым данным, самолёт демонстрировался как Як-149). Рисунок самолёта был опубликован в 1959 году в журнале Flieger, и бомбардировщик получил кодовое обозначение НАТО Blowlamp.
Ил-54 является последним пилотируемым бомбардировщиком, созданным ОКБ Ильюшина.

## Вооружение
Самолёт имел обширный бомбовый отсек, вмещавший 3—5 тонн бомб, а также три пушки НР-23, две из которых были сведены в хвостовую оборонительную турель, а еще одна была установлена в носу.
Вооружение и оборудование самолета обеспечивало применение против боевой техники, живой силы и транспортных средств противника, позволяло использовать для разрушения инженерных сооружений в любых метеорологических условиях, в любое время года и суток.

## Модификации

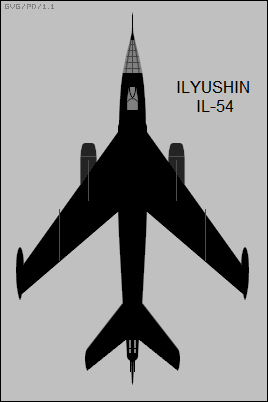
Ил-54, вид сверху

- Ил-54Т[8] — торпедоносец. Работы не вышли из проектной стадии.
- Ил-54У[9] — учебная модификация. Работы не вышли из проектной стадии, однако в неопределённой степени повлияли на Як-28У.
- Ил-54Р[9] — тактический разведчик.
- Ил-56[9] — сверхзвуковой бомбардировщик компоновки Ил-54, оснащённый двумя двигателями АМ-11. Проводилась продувка модели в аэродинамической трубе в 1955—1956, однако в начале 1956 года все работы по проекту были прекращены.

## Оценки
Ил-54 оценивается как новаторский по сравнению с несколько архаичным уже для середины 50-х годов Ил-28. Скорость M=0,93 для середины 1950-х годов была весьма впечатляющей.
<…>Ильюшин, действительно, никогда не проявлял склонности к погоне за эффектом, но использование классических схем для его наиболее удачных самолётов нельзя считать показателем нежелания Ильюшина вводить новшества. Наоборот, многие самолёты, созданные в ОКБ Ильюшина, но оставшиеся практически неизвестными, были, несомненно, смелыми по замыслу, а некоторые представляли собой сочетание обычного с необычным